# Manuela Kelm
Manuela Ribbecke, ursprungligen Kelm, född 14 november 1970 i Schwedt är en före detta tysk handbollsmålvakt.

## Karriär
Manuela Kelm spelade fram till 1990 för ASK Vorwärts Frankfurt/Oder i Oberliga, den högsta divisionen i Östtyskland. Med klubblaget vann hon IHF-cupen (1989/1990).
Med TV Lützellinden blev hon tysk mästare säsongen 1999/2000 i Bundesliga för damer. Hon spelade för klubben i EHF Champions League 1997/1998 och 2000/2001 och i Cupvinnarcupen. Hon spelade för Östtysklands damlandslag i handboll vid världsmästerskapen i handboll för damer 1990 i Sydkorea. Laget tog brons 1990. Hon spelade sedan också för Tysklands damlandslag i handboll.

## Privatliv
1991 flyttade hon från Frankfurt/Oder till Leverkusen med sin man, som varit brottare, och senare till centrala Hessen. 